# Кей Френсіс
Кей Френсіс (англ. Kay Francis; 13 січня 1905 — 26 серпня 1968) — американська театральна і кіноакторка. Зірка № 1 на студії «Warner Bros.» та найвисокооплачуваніша акторка США з 1930 по 1936 роки.

## Життєпис
Катаріна Едвіна Гіббс народилася 13 січня 1905 року в Оклахома-Сіті. Мати Кетрін Гіббс була акторкю і власницею мережі акторських шкіл. Вихована в релігійній сім'ї, Френсіс в юності навчалася у кількох католицьких школах, а після вступила в одну з акторських шкіл матері, яка знаходилася в Нью-Йорку.
У 17 років в Нью-Йорку вступила в шлюб з бізнесменом з Массачусетсу. Через три роки розлучилася, після чого деякий час жила в Парижі, де познайомилася з атлетом Біллом Гастоном, з яким одружилась. Після розлучення зустрічалася зі світським плейбоєм Аланом Райаном-молодшим, заради якого була готова навість кинути кар'єру і присвятити себе сім'ї. Крім двох шлюбів у 1920-ті, ще тричі одружувалась.
Останні роки прожила тихим життям у своїй квартирі на Мангеттені. У 1966 році у неї діагностовано рак грудей і, попри мастектомію, хворобу не вдалося зупинити. Френсіс Кей померла в Нью-Йорку 26 серпня 1968 року у віці 63 років.

## Кар'єра
Після повернення в США Френсіс Кей вирішила продовжити справу матері і стати акторкою. Дебютувала в театрі в п'єсі «Гамлет» на Бродвеї в листопаді 1925 року. Після цього два роки гастролювала з театральною трупою містами США, а в 1927 році знову повернулася на Бродвей в п'єсі «Злочин», де разом грала з молодою акторкою Сільвією Сідні.
Через кілька місяців після шлюбу знову з'явилася на Бродвеї в п'єсі Венера. У 1928 році, виступаючи в п'єсі Великий Елмер, Кей познайомилася з актором Уолтером Г'юстоном, який порекомендував їй почати кар'єру в кіно. Через рік вона дебютувала на нью-йоркській студії «Paramount» у фільмі «Кокосові горіхи».

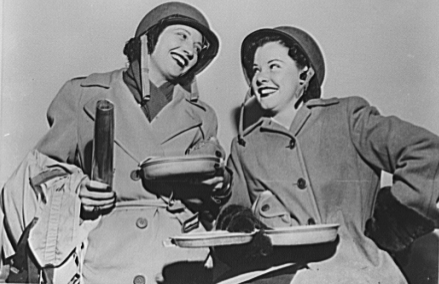
З Мітці Мейфейер в роки Другої світової

### Голлівуд
До того часу нью-йоркські кіностудії стали переміщатися в Голлівуд, і Френсіс Кей, як багато кінозірок (Гамфрі Богарт, Барбара Стенвік, Алін Макмагон), переїхала в Каліфорнію. Там за досить короткий термін досягла успіху в кінокар'єрі, ставши однією з найбільших зірок початку 1930-х та однією з найбільш високооплачуваних акторок США. В цей період Кей знялася в таких картинах, як «Неприємності в раю» (1932), «Сінара» (1932), «Мандрівка в один бік» (1932), «Новий світанок» (1937) та багатьох інших. Відмінною рисою Кей став її дефект мови: вона вимовляла звуки «r» і «l» як «w», через що отримала прізвисько «Wavishing Kay Fwancis».
Кар'єра Френсіс Кей пішла на спад наприкінці 1930-х, коли у неї виникли конфлікти з власниками деяких кіностудій.
Останню велику роль, отриману завдяки знаменитій акторці Керол Ломбард, Кей виконала в картині «Лише на словах» (1939). Після цього вона стала зніматися лише у другорядних ролях, з'явившись в таких фільмах, як «Це побачення» (1940), «Маленькі чоловіки» (1940), «Тітка Чарлея» (1941).
Під час Другої світової війни Френсіс Кей багато гастролювала військовими базами США, а також відновила свою театральну кар'єру. В 1948 році припинила акторську діяльність.

## Вибрана фільмографія
- 1929 — Кокосові горішки — Пенелопа
- 1929 — Небезпечні повороти  — Зара Флінн
- Ілюзія (1929) — Зелда Пакстон
- Вулиця удачі (1930) — Алма Марсден
- Військовий парад (1930) — Кармен
- Лотерея (1930) — Гвен
- Неприємності в раю (1932) — Мадам Мариэтт Колі
- Сінара (1932) — Клеменсі Варлок
- Подорож в одну сторону (1932) — Джоан Еймс
- Новий світанок (1937) — Джулія Ештон Уистер
- Перша леді (1937) — Люсі Чейз Вейн
- Лише на словах (1939) — Мейд Вокер
- Це побачення (1940) — Джорджія Дрейк
- Маленькі чоловіки (1940) — Джо Марч
- Тітка Чарлея (1941) — Донна Лючія
- Завжди в моєму серці (1942) — Марджорі Скотт